# Stilobezzia longiforceps
Stilobezzia longiforceps är en tvåvingeart som beskrevs av Clastrier 1960. Stilobezzia longiforceps ingår i släktet Stilobezzia och familjen svidknott.
Artens utbredningsområde är Kongo. Inga underarter finns listade i Catalogue of Life.